# Municipi de Valka
El municipi de Valka (en letó: Valkas novads) és un dels 36 municipis de Letònia, que es troba al nord del país bàltic, i que té com a capital la localitat de Valka. El municipi va ser creat després d'una reorganització territorial del 2020.

## Ciutats i zones rurals
- Ērģemes pagasts (zona rural)
- Kārķu pagasts (zona rural)
- Valka (ciutat)
- Valkas pagasts (zona rural)
- Vijciema pagasts (zona rural)
- Zvārtavas pagasts (zona rural)

## Població i territori
La seva població està composta per un total de 10.678 persones (2009). La superfície del municipi té uns 910,3 kilòmetres quadrats, i la densitat poblacional és de 11,73 habitants per kilòmetre quadrat.